# AKB48の全力で聴かなきゃダメじゃん!!
「AKB48の全力で聴かなきゃダメじゃん!!」（エイケービーフォーティエイトのぜんりょくできかなきゃだめじゃん）は、AKB48がパーソナリティを務めるスカパー!のスターデジオで放送されていたラジオ番組。

## パーソナリティー
- 第1期:戸島花、野呂佳代、佐藤夏希、大堀恵（2007年10月3日 - 2008年11月26日）
  - 第1期最終回のみ戸島が出演しなかった。
- 第2期:北原里英、宮崎美穂、指原莉乃、仁藤萌乃（2008年12月3日 - 2010年6月29日）
- 第3期:大家志津香、田名部生来、松井咲子、石田晴香（2010年7月7日 - 2011年5月11日）

## コーナー
第1期
- めーたんの保健室

第2期
- 萌乃の保健室
- 秋元先生ごめんなさい
- クイズ!答えは今わかりません
- AKB48裏あるある!

第3期
- 咲子の保健室
- たなみんのぽわん室
- AKB48裏あるある!

## ゲスト
- 前田敦子（2009年2月4日･11日、4月22日･29日）
- 篠田麻里子（2009年3月4日･11日）
- 大堀恵（2009年5月6日･13日）
- 野呂佳代（2009年6月17日･24日、2010年1月6日・13日）
- 板野友美（2009年7月1日･8日）
- 小原春香（2009年7月22日･29日）
- 宮澤佐江（2009年9月2日･9日）
- 藤江れいな（2009年10月21日）
- 近野莉菜（2009年10月28日）
- 峯岸みなみ（2009年11月11日・18日）
- 河西智美（2010年3月3日・10日）
- 佐藤亜美菜（2010年3月17日・24日・31日）